# Guardavalle in Calabria
Guardavalle in Calabria (I Paesi Cantano) è un album musicale dell'artista Otello Profazio, pubblicato nel 1979. Tutti i brani sono interpretati da abitanti di Guardavalle.

## Tracce
1. Aquila bella
2. Piccirillu Annamuratu
3. La Bella Mi Promisi
4. Matajola
5. Canto di nozze
6. La mietitura
7. 'U cani
8. Stornelli a' tarantella
9. All'Aria Nova
10. Canto dei Coscritti
11. Sant' Agazio